# Дорсланд Трек
Дорсланд Трек (буквально «трек земель жажды») — это общее название серии северных экспедиций, снаряжённых бурами-выходцами из Южной Африки в конце XIX века и в первые годы XX века с целью поиска политической независимости и лучших условий жизни. Участники, трекбуры (мигрирующие фермеры) из Оранжевого Свободного государства и Трансвааля, называются дорсланд-треккеры.

## Политическая подоплёка и предыдущие экспедиции
После побега из самодержавной голландской Ост-Индии в конце XVIII века полукочевые поселенцы вступили в конфликт с местными племенами коса на востоке Капской колонии и британцами, которые получили мыс в результате наполеоновских войн. В 1836 году они отправились в экспедицию, которая стала известна как Великий трек, основав Оранжевое свободное государство и Трансвааль на правах независимых бурских республик.
Существуют две теории, почему поселенцы предприняли новую попытку исследования северных территорий. По одной из них, в 1870 году Великобритания снова начала процесс присоединения этих государств, по другой, у них появилось желание снарядить экспедицию, что в их положении не составляло особых трудностей.

## Маршрут экспедиции
Первая группа Дорсланд Трек стартовала в 1874 году под руководством Герта Альбертса. Ряд групп фермеров по различным маршрутам последовал за первый. Они отправились из районов Рюстенбурга, Грот Марико и Претории, конечной целью было достижение высокогорьев в юго-западной Анголе в районе современной Хумпаты. Во время путешествия поселенцы прошли множество засушливых районов Калахари, через территории современных Намибии и Ботсваны. Именно эти жёсткие условия дали название экспедиции.
Поселенцы достигли Анголы, перейдя реку Кунене в районе Свартбуисдрифта. Португальские колониальные власти призвали буров поселиться на уилском плато в районе Хумпаты, где большинство из них и осталось, а часть семей пошла дальше на север, оседая в разных местах центральной части нагорья. Все они сформировали полностью закрытые общины, которые отказывались от интеграции и нарушали португальский запрет на использование языка африкаанс в школах, они также вели католическое миссионерство. Кроме того, непринятие ними любого рода инноваций — сравнимое с амишским — в результате имело негативные последствия. В итоге, они повернули на юг назад в Юго-Западную Африку после Первой мировой войны, некоторые вернулась туда, откуда пришли. Последние из них покинули Анголу в 1974 году, когда страна получила независимость в ходе гражданской войны.
Много фермеров поселилось в своеобразном треугольнике Отави — Цумеб — Хрутфонтейн и в районе Гобабиса. Некоторые пошли по другому маршруту и пересекли Каоколенд. В пути на юг они обнаружили источник воды и назвали его соответственно: Сес Рием, глубина каньона составляла шесть поясов.

## Историческое значение
Не везде буры были хорошо приняты. Ещё в 1874 году вожди гереро Магареро, Камбаземби и Кристиан Вильгельм Зерауа просили власти мыса вмешаться в процесс заселения Дамараленда. В результате был назначен специальный уполномоченный по Дамараленду. В окрестностях Гобабиса местный вождь Андреас Ламберт от имени всех лидеров Дамараленда угрожал причинить бурам вред, если они не покинут эти места.

## Наследие экспедиции
В Каоколенде видны до сих пор руины нескольких временных поселений, в том числе деревянная церковь вблизи Каоко Отави. Недалеко от Свартбуисдрифта в память об экспедиции был возведён монумент треккерам. В Хумпате есть несколько могил поселенцев, в том числе их лидера, Герта Альбертса.